# Aceitunas aliñadas

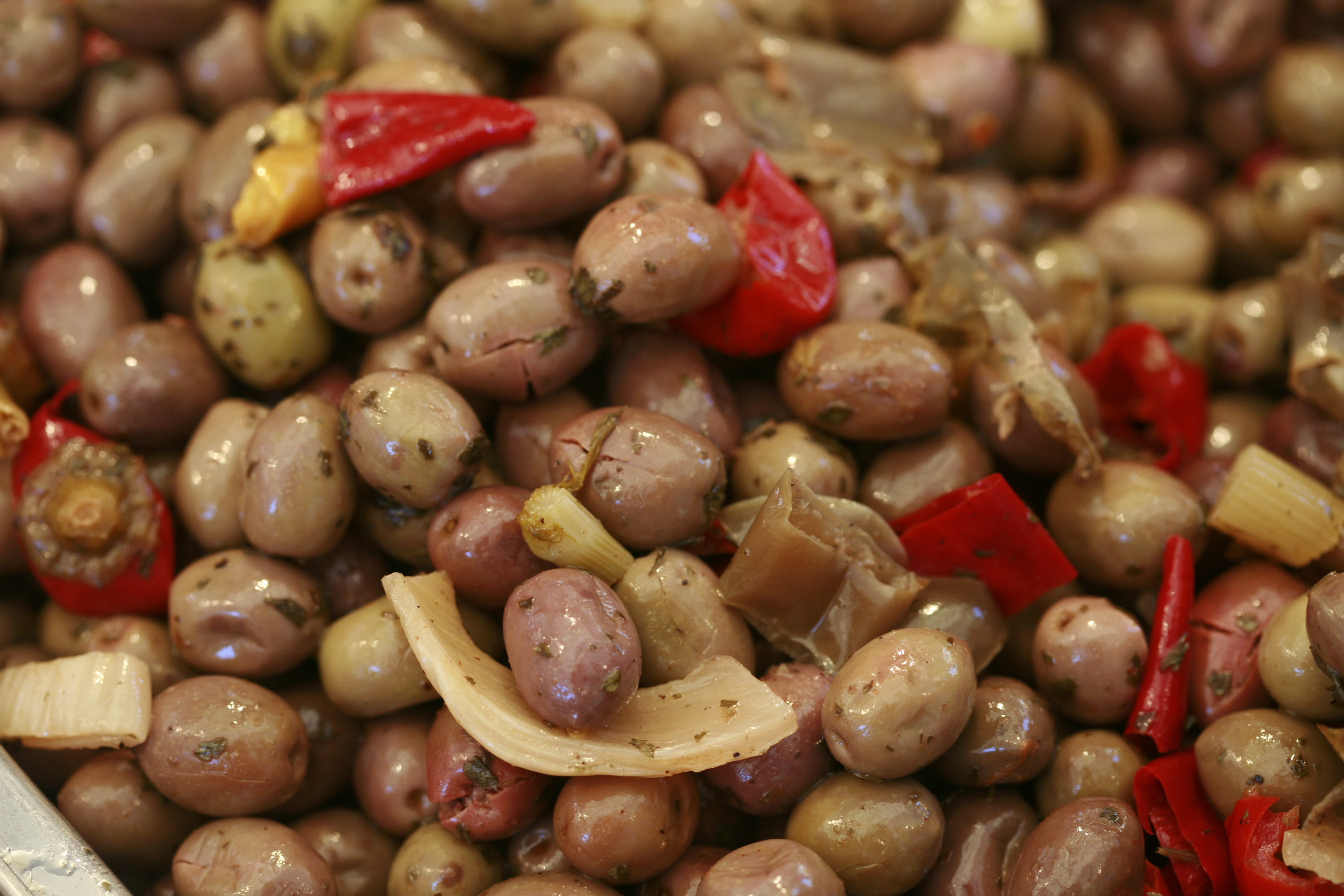
Aceitunas aliñadas.

Las aceitunas aliñadas es una receta en la que se combinan las aceitunas con naranjas agrias, sal, agua, pimientos rojos, hinojo, tomillo y orégano, principalmente. Hay quien les echa un poco de vinagre.

## Características

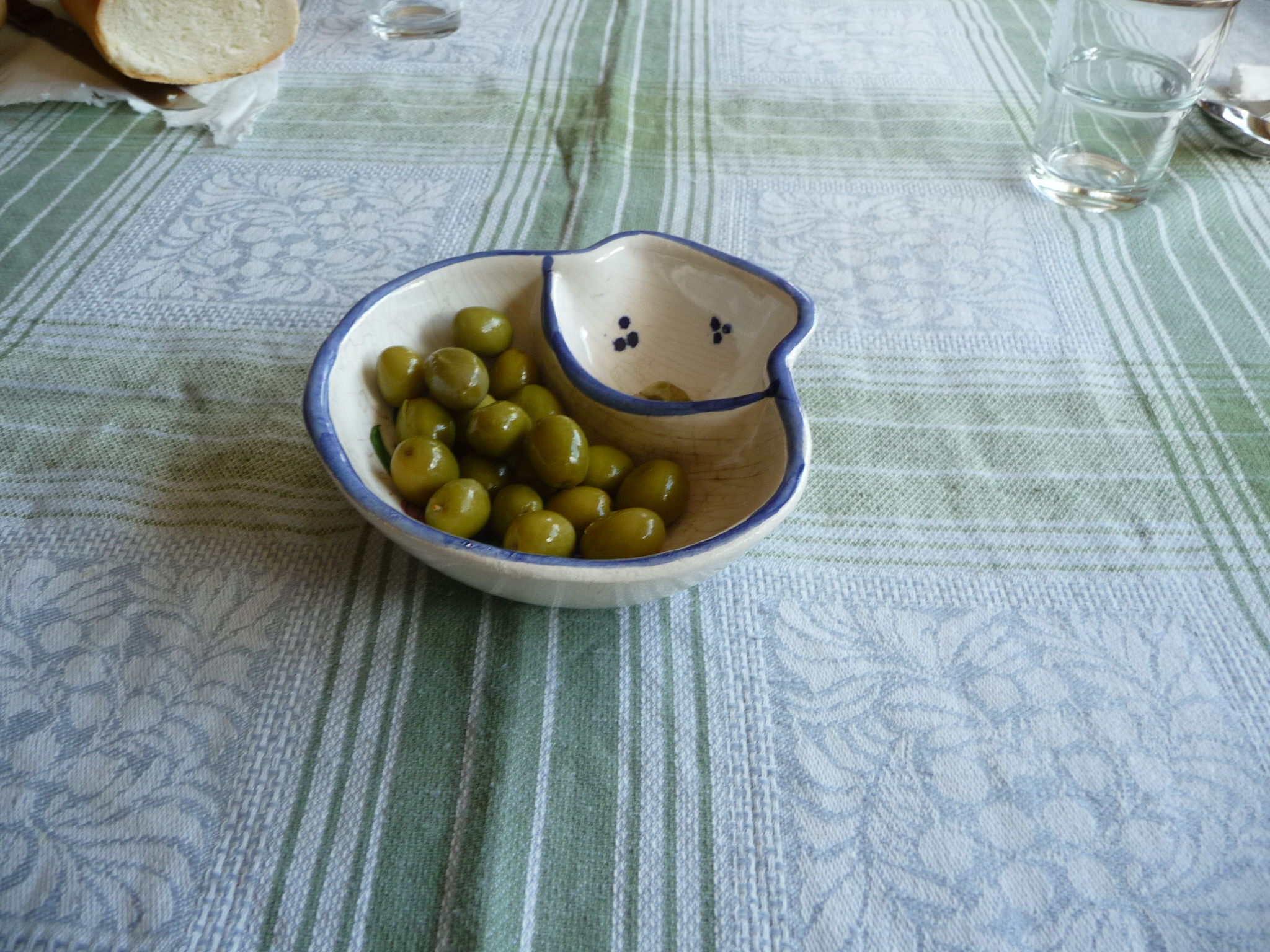
Aceitunas verdial aliñadas

Para prepararlas, hay que elaborar una salmuera con abundante agua y sal (si en un recipiente con agua se echa poco a poco sal y se sumerge un huevo fresco, en el momento en el que el huevo empiece a flotar, ya estará en su punto la salmuera), y los ingredientes ya citados del aliño. Si la aceituna es de la variedad gordal y se va a consumir al poco tiempo, se deben romper con piedra, echándolas luego en la salmuera. Si la aceituna es manzanilla o reina, y no se va a consumir en breves días, se echan enteras en la salmuera. Es aconsejable utilizar un recipiente preferiblemente de barro o de plástico alimentario o cristal, nunca de metal. Para mover las aceitunas es aconsejable usar un utensilio de madera, nunca de metal o las manos, ya que esto hace que se pongan blandas antes y se puedan estropear.
Se dejan varios días en la salmuera para que pierdan dureza. Se elaboran con la recogida de la aceituna, alrededor de noviembre, y se puede consumir hasta varios meses después. Una de las aceitunas más adecuadas para tomar aliñadas son las verdiales y la manzanilla, en especial la denominada manzanilla aloreña.